# Янус, Иосиф Фёдорович
Иосиф Фёдорович Янус (27 января 1907, Санкт-Петербург — 19 декабря 1968, Ленинград) — советский флейтист, педагог и дирижёр.

## Биография
Ещё до поступления в консерваторию работал в различных оркестрах — с 1920 по 1923 год — артист оркестра Союза работников искусств Красного театра, с 1923 по 1925 год — музыкант духового оркестра военной школы связи им. Ленсовета. Некоторое время брал уроки у В. Н. Цыбина, с которым и впоследствии его связывала дружба и сотрудничество. В 1924 году поступил в Ленинградскую консерваторию в класс Р. К. Ламберта, которую окончил в 1931 в классе Н. Верховского. С 1926 по 1938 год работал в оркестре Малого оперного театра. Параллельно с 1931 по 1938 год преподавал в музыкальном училище при Ленинградской консерватории, а с 1932 по 1935 год на рабфаке Ленинградской консерватории.
С 1941 по 1943 год во время пребывания Московской консерватории в Саратове вёл там класс флейты и дирижирования. Параллельно был преподавателем Энгельсского училища, дирижёром Саратовского театра оперы и балета и симфонического оркестра Саратовской филармонии. За активную творческую деятельность в это время награждён медалью «За доблестный труд в Великой Отечественной войне».
С 1955 года профессор Ленинградской консерватории. В числе учеников ― А. Вавилина, В. Федотов, В. Зверев, А. Рацбаум, С. Пошехов, А. Найда, А. И. Шатский.
Об исполнительской одарённости Януса писал Д. Д. Шостакович, хорошо знавший его:

Он является превосходным флейтистом, обладающим прекрасным звуком, настоящей музыкальностью, разносторонней техникой. Всё это говорит о таланте и мастерстве Януса.